# Seguretat emocional
La seguretat emocional és un constructe multiconceptual que parla de la necessitat bàsica humana de viure de manera serena davant els diferents reptes i conflictes que planteja el cicle vital. El sentiment de seguretat emocional permet no sols viure amb més serenor sinó també afrontar els conflictes personals i familiars amb l'ús de mecanismes neuronals més elaborats del còrtex (sentit comú) i evitar que el cervell rèptil controli exclusivament la resposta emocional. O sigui, prioritzar la via tàlamo-corticoamigdalar per sobre de l'extralemniscal a l'hora de prendre decisions (familiars).
Maslow veu la persona insegura com un individu darwninista, que viu en conflicte permanent i en recerca constant del mateix benefici. Per la seva banda, Bowlby destaca la importància dels vincles afectius quan es mantenen sense necessitat de ser qüestionats així com quan es renoven, els quals resulten una eina fonamental de seguretat emocional. Aquesta seguretat emocional podria veure's com l'aplicació actualitzada d'un concepte sociològic similar de vincle comunitari.
«El conflicte de parella fa sentir als nens que la seva seguretat està en perill». De fet, els aspectes bàsics de la seguretat emocional oferta pels pares està amenaçada. No oblidem que el divorci es dona en un 50% de les parelles i al mateix temps és la segona causa externa de generació d'estrès segons l'escala de Holmes i Rahe.
El concepte implica considerar un grau adaptatiu de reactivitat emocional, comportament emocional i les representacions internes. De fet, la seguretat emocional dels pares i professors facilita el desenvolupament de la seguretat emocional dels fills i alumnes. Per això, s'hauria de procurar nodrir-la com a pares si es vol desenvolupar una millor seguretat emocional en els fills.
Concepte similar al de vincle dins el concepte de sentiment de comunitat aportat pel sociòleg Tönnies quan parla de comunitat com a reciprocitat del goig i del treball, […] on el plaer és més important […] l'infant gaudeix de la protecció personal, la mare gaudeix de la possessió (emocional) i posterior obediència, i el pare defensa les possessions (materials o simbòliques).